# Hallam Tennyson, II barone Tennyson
Hallam Tennyson, II barone di Tennyson (Twickenham, 11 agosto 1852 – Farringford, 2 dicembre 1928), è stato un politico britannico, governatore generale dell'Australia dal 1903 al 1904.
Egli era il primogenito di Alfred Tennyson, il più popolare ed eminente poeta inglese dell'età Vittoriana. Hallam è stato educato al Marlborough College e al Trinity College, Cambridge, ma dovette abbandonare le sue aspirazioni quando l'età dei suoi genitori e le loro cattive condizioni di salute lo obbligarono a lasciare Cambridge per diventare il loro personale segretario. Egli abbandonò l'idea di entrare in politica.
Nel 1884, probabilmente per favorire Hallam, Alfred Tennyson accettò di diventare un pari del Regno. Nello stesso anni Hallam sposò Audrey Boyle (dopo aver subito una cocente delusione amorosa da Mary Gladstone,  figlia di William Ewart Gladstone).  Nel 1892, dopo il decesso del padre, egli ereditò il titolo di Barone Tennyson, e anche il ruolo di biografo ufficiale dell'illustre genitore.  Il suo  Tennyson: la memoria fu pubblicato nel 1897.
Seguendo le orme paterne, Tennyson fu un ardente imperialista, e nel 1893 diventò membro della Lega della Federazione Imperiale, una lobby nata per sostenere i programmi imperialisti del Ministro delle Colonie Joseph Chamberlain. Il legame tra il nostro e Chamberlain divenne così stretto, che nel 1899 quest'ultimo offrì a Tennyson il Governatorato dell'Australia del Sud. Egli occupava ancora questo scranno quando il Governatore Generale Hopetoun, si dimise improvvisamente nel luglio del 1902.
Tennyson, decano tra i Governatori dei singoli stati della federazione australiana, fu designato a succedere a Hopetoun. A dir il vero si nutrivano molte perplessità sulla abilità di Tennyson a svolgere il delicato compito, stante la sua scarsa esperienza politica, ma egli fece una buona impressione in Australia per la sua modestia e frugalità che contrastavano con l'ostentata pompa del suo predecessore.  Tennyson si insediò nel gennaio del 1903, accettando un mandato di durata annuale, ma la sua popolarità non fu sufficiente per creare un rapporto armonioso con il governo australiano.
Il primo Ministro, Alfred Deakin, chiese che segretario dell'ufficio del Governatore fosse nominato e pagato dal governo australiano. Il Governo Britannico era segretamente contrario perché voleva far esercitare al Governatore Generale il ruolo di supervisore per conto di Londra. Tennyson decidendo di far proprie le richieste britanniche fece salire la tensione tra le due massime istituzioni australiane. Il premier Deakin sospettava che il Governatore fosse l'autore dei rapporti che giungevano a Londra sulla condotta del premier e temeva le sue interferenze in trattati politici, come nel caso dell'accordo navale tra la Gran Bretagna e l'Australia.  Per questa ragione Deakin non chiese a Tennyson di rinnovare il suo mandato annuale. Per ragioni rimaste sconosciute al pubblico il Governatore Generale lasciò l'Australia nel gennaio del 1904, quando era ancora all'apice della sua popolarità. Egli trascorse il resto della sua vita nell'Isola di Wight, dove nel 1913 divenne vice Governatore.
Tennyson morì a casa sua nel dicembre del 1928.